# 諾萊·瓦丹楊
諾萊·瓦丹楊（1987年5月15日—）是一名亞美尼亞舉重運動員，曾代表國家參加2012年倫敦奧運的94公斤級舉重比賽，並未獲得獎牌。